# Біогазова промисловість України
Біогазова промисловість — галузь енергетики України. Потенціал генерації біометану в Україні становить щонайменше 7,8 млрд м3 у рік або 25 % від поточного споживання газу (за даними НАК «Нафтогаз України» у 2018 р. було спожито 32,3 млрд м3 газу всіма категоріями). На 2020-ті роки частка біоенергетики в країні — близько 3 %.

## Характеристика
В Україні є поодинокі приклади впровадження біогазових технологій. Перша установка була побудована 1993 року на свинофермі «Запоріжсталі». Наступними стали компанії «Агро-овен», «Еліта», «Українська молочна компанія».
Біогазова установка на комбінаті «Запоріжсталь» була впроваджена для очищення стоків та зменшення споживання енергії. Теплова утилізація біогазу реалізується на власні потреби свинокомплексу комбінату.
На свинокомплексі корпорації «Агро-овен» електроенергія, що виробляється у біогазовій установці, споживається на власні потреби установки та підприємства, при цьому когенераційна установка не підключена до загальної електромережі.
Експлуатація БГУ компанії «Еліта» призупинена 2011 року через нерентабельність роботи за відсутності «зеленого» тарифу — ЗТ. Єдиною біогазовою установкою, підключеною до мережі, є БГУ на фермі «Української молочної компанії».
У вересні 2011 року почалося будівництво біогазової установки на базі свинокомплексу в селі Копанки Івано-Франківської області.
У 2012 році «Миронівський хлібопродукт» почав будувати біогазову установку на птахофабриці «Оріль-лідер» у Дніпропетровській області. Планує реалізувати амбітну біогазову програму з тридцяти БГУ компанія «Укрлендфармінг».
Агропромхолдинг «Астарта-Київ» у 2012 році анонсував будівництво установки на Глобинському цукровому заводі (Полтавська область) за рахунок кредиту ЄБРР.
Таким чином, впровадження біогазових технологій залишається справою флагманів АПК, що мають власні ресурси для роботи в умовах слабкого фінансового ринку і відсутності інвестицій.
Працюють також біогазові установки на полігонах у Ялті, Алушті, Львові, Маріуполі, Кременчуці, Луганську, Києві, на Бортницькій станції аерації.
Проєкт на Київському полігоні № 5, реалізований компанією ЛНК, є найбільш успішним українським біогазовим проєктом. На полігоні працює лінійка з п'яти біогазових двигунів компанії TEDOM встановленою потужністю 177 кВт кожний.
У 2012 році вироблено, поставлено в мережу і продано за економічно обґрунтованим тарифом, визначеним НКРЕ, 3,26 ГВт/год електроенергії.
Компанія нарощує потужність цього проєкту — у липні-серпні 2013 року заплановано введення в експлуатацію газопоршневої установки виробництва компанії GE Jenbacher потужністю 1 063 кВт.
Крім цього, у червні 2013 року ЛНК вводить в експлуатацію таку ж газопоршневу установку на полігоні ТПВ в Борисполі. З травня 2013 року ЛНК отримала можливість продавати струм, вироблений з біогазу на Бориспільському полігоні, за «зеленим» тарифом — 134,46 копійок за кВт/год.
АПК України, виробляючи значні обсяги органічних відходів, володіє ресурсами для виробництва біогазу, здатними замістити 1,5 млрд кубометрів газу на рік. При розвитку галузі і широкому використанні рослинної сировини цей потенціал може бути доведений до 18 млрд кубометрів у перерахунку на природний газ.
У першому випадку передбачається використовувати 6 % орних земель в Україні для вирощування кукурудзи на біогаз з консервативною величиною врожайності 30 тонн на га. Другий варіант, з вищим прогнозом, передбачає використання 7,9 млн га вільних від посівів земель з урахуванням підвищення врожайності.
Станом на 2017 рік Україна має великий потенціал у виробництві біогазу, проте поки що використовує його не більше ніж на 5 %.

## Історія
Біогазові потужності в Україні нарощуються. Ще на кінець 2014 р. в країні було 10 біогазових установок загальною потужністю 15 МВт, а станом на кінець II кварталу 2018 року — 29 установок потужністю 41 МВт.
21 листопада 2017 року в м. Волновасі Донецької області, компанією ПрАТ «Екопрод» було офіційно відкрито біогазовий завод потужністю 1,5 МВт. Сировиною для біогазового заводу став коров'ячий гній, силос кукурудзи, поживні рослинні відходи. Також, на базі цього біогазового заводу, паралельно із заводом, була побудована сучасна лабораторія для аналізу субстрату, дигестату та біодобрив. Це перша в Україні лабораторія, яка отримала офіційну акредитацію на аналіз технологічних параметрів в біогазовому виробництві. Загальна вартість проєкту склала €5,4 млн, з яких €4,2 млн виділив Європейський банк реконструкції та розвитку (ЄБРР).
На Хмельницькому сміттєзвалищі почалося видобування газу.
У селі Мостовому Миколаївської області ввели в експлуатацію завод з виробництва біогазу потужністю 400 кВт.
У Любашівському районі Одеської області побудували біогазову станцію потужністю 1,2 МВт, яка працює на кукурудзяному силосі.
Одразу три комплекси з переробки курячого посліду та інших відходів рослинництва з'являться у Кам'янці-Подільському Хмельницької області.
На базі молочного комплексу «Персей Агро», що на Івано-Францівщині побудують біогазовий завод потужністю 1,5 МВт. Підприємство має запрацювати вже до кінця 2019 року. Щодоби завод перероблятиме 200 т гною та 40 т силосу. Газ перероблятимуть на електроенергію і за «зеленим» тарифом продаватимуть в енергомережу.
У липні 2019 року на міському сміттєзвалищі міста Кропивницького запустять біогазову електростанцію потужністю 635 кВт. Для видобутку газу та перетворення його на електроенергію було пробурено 48 свердловин та з'єднано їх газопроводами. Вартість проєкту становить близько €1,9 млн.
У вересні 2019 року біогазовий комплекс на території Теофіпольського цукрового заводу в Хмельницькій області вийшов на проєктну потужність — 15,6 МВт. Відкриття першої черги біогазового комплексу відбулося у грудні 2017 року. Другу чергу ввели в експлуатацію у червні 2018 року, вона працювала в тестовому режимі.
У с. Новоолександрівці, що поблизу міста Дніпра, побудують біогазову станцію на 4,8 МВт, яка перероблятиме осади стічних вод комунального підприємства «Дніпроводоканал» та курячий послід. Потужність станції дозволить переробляти 2200 т осаду стічних вод та 140 т курячого посліду на добу та виробляти з них 1362 м³ біогазу кожну годину, який буде спалюватися для виробництва електроенергії.
Першу в Кіровоградській області біогазову станцію з сучасною технологією переробки органічних відходів запустять в м. Новомиргороді.
У грудні 2019 року на Вінниччині відкрили біогазовий комплекс потужністю 3,2 МВт. Перша черга біогазового комплексу відкрилася на базі ТзОВ «Юзефо-Миколаївська АПК», запланована потужність 5,2 МВт.
У грудні 2019 року неподалік м. Ладижина — в селі Василівка Тульчинського району Вінницької області агроіндустріальний холдинг МХП ввів в експлуатацію першу чергу комплексу з виробництва біогазу «Біогаз Ладижин». Потужність першої черги становить 12 МВт.
9 січня 2025 року, згідно повідомлення правління Біоенергетичної асоціації України, дві компанії VITAGRO і «Галс-Агро» за 2024 рік закачали до підземних сховищ газу України 1 млн м³ біометану.

## Біогазові комплекси
Нижче наведені діючі біогазові заводи України:
- Біогазовий завод компанії «Астарта» (м. Глобине, Полтавська обл.). Виробнича потужність — 150 000 м3 біогазу на добу;
- Біогазовий завод ПрАТ «Екопрод», 1,5 МВт (м. Волноваха). Завод успішно введений в експлуатацію в 2017 р.;
- ТОВ «Юзефо-Миколаївська Біогазова Компанія»(Вінницька обл., Козятинський район, село Михайлин), проєктна потужність 5 МВт, станом на 28 листопада 2019 року введена перша черга — 3,0 МВт;
- ТзОВ «Ґудвеллі Україна» [Архівовано 25 жовтня 2021 у Wayback Machine.] (с. Копанки, Калуська ТГ, Івано-Франківська область). Завод, потужністю 1,1 МВт, успішно введений в експлуатацію у 2013 році[18].